# Pietro Paganini
Pietro Paganini (Oleggio, 1772 – Oleggio, 21 marzo 1839) è stato un medico italiano.

## Biografia
Figlio di un medico, si laureò in medicina e chirurgia a Torino nel 1798.
Interessato alla cura delle malattie col metodo idropinico e crenoterapico, acquistò nel 1808 il convitto dei Capuccini di San Carlo ad Oleggio e lo trasformò in uno stabilimento chimico balneare con annessi vari spazi per le attività mondane e la vita sociale come "passeggi" e "giochi ginnici", e un teatro.
Nel suo istituto si curavano malattie della pelle (vi fu tra gli ospiti anche un malato di lebbra) e malattie nervose, oltre che con l'acqua con la musica sinfonica. Ebbe in cura, tra gli altri, il re Carlo Felice e il musicista Vincenzo Bellini che compose la Norma durante la sua permanenza ad Oleggio.
Considerato il massimo esponente di queste discipline nel Regno Sardo-Piemontese, fu nominato "Professore di clinica balneare" dal sovrano nel 1820.
Fu autore di numerose pubblicazioni scientifiche e membro di numerose accademie.
Sposò in prime nozze una componente della famiglia Mazza e in seconde la contessa Maria Teresa Carena.

## Lo stabilimento chimico balneare
Il complesso da lui realizzato iniziò a funzionare verso il 1812 ed era, per i tempi, imponente. Pensato razionalmente, in tutte le guide pubblicate negli anni era segnalato come la cosa più significativa che "illustra il borgo d'Oleggio".
A partire dal 1820 il suo istituto si fregiò del titolo di "Regio", segno della grande considerazione riscossa presso la Corte di Torino.
Nel laboratorio dell'istituto vi era una macchina di Dingler che riscaldava coi suoi vapori acque e fanghi, si effettuavano "fumigazioni solforose" con "casse di Galés" e con una "camicia immaginata dal precisato dottore".
Nel laboratorio ci si occupava anche della fabbricazione delle acque minerali potabili d'ogni qualità", tra cui le acque di Seltz, Plombiéres, Recoaro, Spa, Vichi, del Tettuccio e di San Pellegrino.
Nella struttura si dava spazio alla mondanità e alla vita sociale, con possibilità di "passeggi" e "giochi ginnastici" (aperti anche agli esterni, a pagamento).
Paganini curava le malattie della pelle, reumatismi e morbi insoliti. Praticava anche l'ortopedia, tramite l'aiuto di un chirurgo, ma i suoi migliori pazienti erano le persone affette da turbe neuro-psichiche.
Tramite l'utilizzo di procedimenti chimici e opere idrauliche, le acque dei bagni venivano modificate e rese medicamentose. Per fare ciò, venivano impiegati nell'istituto un chimico-farmacista, un "macchinista con sei pompieri", e svariati inservienti definiti "bagnaroli e fangaroli".
Il complesso divenne, dopo la chiusura dell'istituto alla sua morte, nel 1839, prima abitazione privata (col nome Villa Troillet che ancora mantiene), poi setificio, museo, biblioteca e sede di istituti educativi.

## La sua opera
In una delle sue opere di medicina e informazione, è lo stesso medico a raccontarci la genesi della creazione del suo "Istituto balneo-sanitario" ad Olona, al servizio di persone "cui potevano giovare l'amenità del luogo e tutti i favorevoli estremi che copiosamente si riscontrano".
La non esistenza delle fonti minerali in quel luogo non lo preoccupò, e affermò di avere raggiunto traguardi negati ad altri grazie a complessi lavori di chimica e idraulica.
Della sua opera e delle sue cure sappiamo solo quanto ne scrisse lui stesso.
Dotato di grande spirito imprenditoriale, amò soprattutto presentare se stesso come grande medico, o  forse cercò di ammantare di spirito scientifico le sue qualità di albergatore.
Per questo si potrebbe avanzare qualche dubbio sulla sua figura, se fosse un autentico scienziato o un grande mistificatore.

## Pubblicazioni
- Pietro Paganini, Notizia compendiata di tutte le acque minerali e bagni d'Italia, con ricerche analitiche sulla loro natura e sulla medicinale loro applicazione, Milano, 1826.
- Pietro Paganini, Della maniera di fondare, dirigere e conservare un Istituto balneo-sanitario, con osservazioni cliniche induttive sopra molte malattie che vennero preferibilmente curate con soccorsi balneari a seconda della nuova dottrina medica, Torino, 1822.